# Hans Ludwig Cohn Jaffé

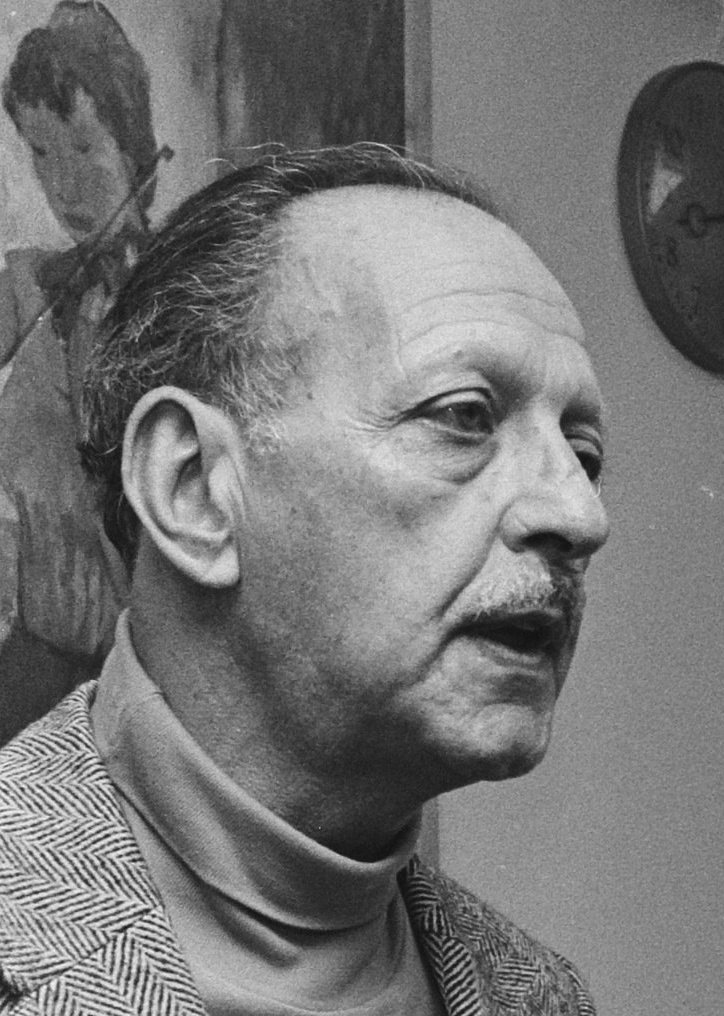
Hans L. C. Jaffe (1979)

Hans Ludwig Cohn Jaffé (* 14. Mai 1915 in Frankfurt am Main; † 24. Juli 1984 in Amsterdam) war ein niederländischer Kunsthistoriker, Kurator und Autor zahlreicher Fachbücher zur Kunst der Moderne. Er lehrte an der Universität Amsterdam „Geschichte für moderne und zeitgenössische Kunst“.

## Familie und Biografisches
Hans Jaffé war der Sohn von Franz Josef Cohn (* 14. Juli 1880 in Breslau/Wroclaw; † 20. Oktober 1952 in Luzern) und Olga Jaffe (* 7. Januar 1884 in Frankfurt am Main; † 11. Dezember 1961 in Chicago). Hans Jaffé hatte eine Schwester, Therese Marie Cohn, verheiratete Reis (* 14. November 1919 in Frankfurt am Main; † 23. Januar 2014 in Chicago).
Die Familie gehörte der jüdischen Gemeinde Frankfurt am Main an. Hans Jaffé besuchte das Goethe-Gymnasium in Frankfurt, das unter Leitung von Ernst Neustadt stand. Im Februar 1933 beendete er die Schule mit dem Abitur.
Die Familie verließ Deutschland aufgrund der politischen Situation im Frühjahr 1933. Die Eltern emigrierten nach Luzern. Hans Jaffé ging nach Amsterdam, wo er bis 1942 lebte. Als im Mai 1940 die Niederlande von den Deutschen besetzt wurde, schloss er sich dem Widerstand an. Er flüchtete 1942 nach England als in den Niederlanden die gleichen Maßnahmen gegen jüdische Bürgerinnen und Bürger angewendet wurden wie bereits im nationalsozialistischen Deutschland. Die Shoa hatte auch die Niederlande erreicht.
Hans Jaffé heiratete 1947 Elly Jaffé-Freem (* 12. Mai 1920 in Amsterdam; † 16. November 2003 in Amsterdam) in Luzern. Das Paar lebte in Amsterdam. Er starb am 24. Juli 1984 kurz vor seiner Emeritierung.

## Beruflicher Werdegang
Hans Jaffé studierte ab 1933 an der Universität Amsterdam Kunstgeschichte und arbeitete ab 1935 gleichzeitig als Assistent im Stedelijk Museum Amsterdam.
Nach Abschluss seines Studiums begann er 1938 als Journalist bei dem Wochenblatt „De Groene Amsterdammer“. Parallel dazu unterrichtete er zeitweise an der ‚Nieuwe Kunstschool‘ in Amsterdam.
Mit der Besetzung der Niederlande durch Deutschland war auch Hans L.C. Jaffé den deutschen Mechanismen der Verfolgungsmethoden gegen die jüdische Bevölkerung ausgesetzt. Von 1940 bis 1942 beteiligte er sich im Widerstand. 1942 verließ er jedoch die Niederlande über Frankreich und die Schweiz und ging nach England.
Hans Jaffé kehrte 1945 als Mitarbeiter der Monuments, Fine Arts, and Archives Section nach Amsterdam zurück und setzte sich in dieser Funktion als offiziell beauftragter Experte für den Kunst- und Kulturschutz und die Restitution der durch die Nationalsozialisten geraubten Kulturgüter ein.

### Museumsarbeit
Durch die Rückführung geraubter Kunst im Auftrag der Alliierten bekam Hans Jaffé erneut Kontakt zum Stedelijk Museum und begann 1947 als Kurator im Haus. Inzwischen war Willam Sandberg Direktor des Museums. Bis 1961 war Jaffé als Kurator bzw. stellvertretender Direktor im Stedelijk Museum tätig. 1963 übernahm er die Nachfolge Otto Meyers als Direktor des Jüdischen Historischen Museums in Amsterdam und leitete das Haus bis 1976.

### Universität Amsterdam
Hans Jaffé wurde 1956 mit einer Arbeit über „De Stijl“ an der Universität Amsterdam promoviert.
Ab 1958 lehrte er als Privatdozent an der Universität Amsterdam. 1963 wurde er außerordentlicher, 1969 ordentlicher Professor im Fachbereich „Geschichte für moderne und zeitgenössische Kunst“.
Er veröffentlichte unzählige Beiträge zur niederländischen und europäischen Kunst der Moderne des beginnenden 20. Jahrhunderts und erwarb sich einen internationalen Ruf als Fachmann für die Moderne.

## Ausstellungen (Auswahl)
- Niederländische Maler und Graphiker des 20. Jahrhunderts. Dortmund, Museum am Ostwall 19.05. – 17.6. 1951.
- Arte grafica olandese: Biennale di Venezia 1952. Venedig, Palazzo dell’Esposizione, 14.06. – 19.10.1952.
- In memoriam Jan Wiegers (*31. Juli 1893; †30. November 1959). Amsterdam, Stedelijk Museum 15.10.1960 – 25.01.1961.

## Publikationen (Auswahl)
- Vincent van Gogh. Erneuerer der Malerei. Amsterdam 1953.
- De Stijl: 1917–1931: Der niederländische Beitrag zur modernen Kunst. Amsterdam 1956.
- Pablo Picasso. Köln 1964.
- Vordemberge-Gildewart. Mensch und Werk. Köln 1971.
- Der Symbolismus in Belgien und den Niederlanden. Frankfurt am Main 1977.
- Picasso. Masters of Art. New York 1980.
- Piet Mondrian. Köln 1982.